# Nodulicoccus levis
Nodulicoccus levis är en insektsart som först beskrevs av William Miles Maskell 1893.  Nodulicoccus levis ingår i släktet Nodulicoccus och familjen pärlsköldlöss. Inga underarter finns listade i Catalogue of Life.